# Oenochroma decolorata
Oenochroma decolorata là một loài bướm đêm trong họ Geometridae.